# Vital' Lisakovič
Vital' Michajlavič Lisakovič (in bielorusso Віталь Міхайлавіч Лісаковіч?; Minsk, 8 febbraio 1998) è un calciatore bielorusso, attaccante del Baltika e della nazionale bielorussa.

## Caratteristiche tecniche
È un centravanti.

## Carriera

### Club
Cresciuto nel settore giovanile dello Šachcër Salihorsk, ha esordito in prima squadra il 19 marzo 2016 disputando l'incontro di Kubak Belarusi perso 2-0 contro il Minsk.
L'8 agosto 2020 si trasferisce alla Lokomotiv Mosca.

### Nazionale
Ha giocato nelle nazionali giovanili bielorusse Under-17, Under-19 ed Under-21.
Il 10 ottobre 2019 ha esordito con la nazionale maggiore disputando l'incontro di qualificazione per Euro 2020 pareggiato 0-0 contro l'Estonia.

## Statistiche
Statistiche aggiornate al 25 settembre 2021.

### Presenze e reti nei club
| Stagione                 | Squadra                  | Campionato               | Campionato | Campionato | Coppe nazionali | Coppe nazionali | Coppe nazionali | Coppe continentali | Coppe continentali | Coppe continentali | Altre coppe | Altre coppe | Altre coppe | Totale | Totale | Totale |
| Stagione                 | Squadra                  | Comp                     | Pres       | Reti       | Comp            | Pres            | Reti            | Comp               | Pres               | Reti               | Comp        | Pres        | Reti        | Pres   | Reti   |        |
| ------------------------ | ------------------------ | ------------------------ | ---------- | ---------- | --------------- | --------------- | --------------- | ------------------ | ------------------ | ------------------ | ----------- | ----------- | ----------- | ------ | ------ | ------ |
| 2016                     | Šachcër Salihorsk        | VL                       | 11         | 1          | CB              | 2               | 0               | UEL                | 0                  | 0                  | SB          | 1           | 0           | 14     | 1      |        |
| 2017                     | Šachcër Salihorsk        | VL                       | 16         | 6          | CB              | 2               | 1               | UEL                | 2                  | 0                  |             | -           | -           | 20     | 7      |        |
| 2017-2018                | Dinamo Zagabria II       | 2.HNL                    | 11         | 1          |                 | -               | -               |                    | -                  | -                  |             | -           | -           | 11     | 1      |        |
| 2018                     | Šachcër Salihorsk        | VL                       | 2          | 0          | CB              | 2               | 1               | UEL                | 1                  | 0                  |             | -           | -           | 5      | 1      |        |
| 2018-2019                | Rudeš                    | 1.HNL                    | 14         | 4          | CC              | 0               | 0               |                    | -                  | -                  |             | -           | -           | 14     | 4      |        |
| 2019-gen. 2020           | Varaždin                 | 1.HNL                    | 11         | 1          | CC              | 1               | 0               |                    | -                  | -                  |             | -           | -           | 12     | 1      |        |
| 2020                     | Šachcër Salihorsk        | VL                       | 18         | 9          | CB              | 4               | 2               | UEL                | 0                  | 0                  | SB          | 1           | 0           | 23     | 11     |        |
| Totale Šachcër Salihorsk | Totale Šachcër Salihorsk | Totale Šachcër Salihorsk | 47         | 16         |                 | 10              | 4               |                    | 3                  | 0                  |             | 2           | 0           | 62     | 20     |        |
| 2020-2021                | Lokomotiv Mosca          | PL                       | 26         | 2          | CR              | 3               | 0               | UCL                | 3                  | 1                  | SR          | -           | -           | 32     | 3      |        |
| set. 2021-2022           | Lokomotiv Mosca          | PL                       | 8          | 1          | CR              | 0               | 0               | UEL                | 1                  | 0                  | SR          | 1           | 0           | 10     | 1      |        |
| Totale Lokomotiv Mosca   | Totale Lokomotiv Mosca   | Totale Lokomotiv Mosca   | 34         | 3          |                 | 3               | 0               |                    | 4                  | 1                  |             | 1           | 0           | 42     | 4      |        |
| Totale carriera          | Totale carriera          | Totale carriera          | 117        | 25         |                 | 14              | 4               |                    | 7                  | 1                  |             | 3           | 0           | 141    | 30     |        |

### Cronologia presenze e reti in nazionale
| Cronologia completa delle presenze e delle reti in nazionale ― Bielorussia | Cronologia completa delle presenze e delle reti in nazionale ― Bielorussia | Cronologia completa delle presenze e delle reti in nazionale ― Bielorussia | Cronologia completa delle presenze e delle reti in nazionale ― Bielorussia | Cronologia completa delle presenze e delle reti in nazionale ― Bielorussia | Cronologia completa delle presenze e delle reti in nazionale ― Bielorussia | Cronologia completa delle presenze e delle reti in nazionale ― Bielorussia | Cronologia completa delle presenze e delle reti in nazionale ― Bielorussia |
| Data                                                                       | Città                                                                      | In casa                                                                    | Risultato                                                                  | Ospiti                                                                     | Competizione                                                               | Reti                                                                       | Note                                                                       |
| -------------------------------------------------------------------------- | -------------------------------------------------------------------------- | -------------------------------------------------------------------------- | -------------------------------------------------------------------------- | -------------------------------------------------------------------------- | -------------------------------------------------------------------------- | -------------------------------------------------------------------------- | -------------------------------------------------------------------------- |
| 10-10-2019                                                                 | Minsk                                                                      | Bielorussia                                                                | 0 – 0                                                                      | Estonia                                                                    | Qual. Euro 2020                                                            | -                                                                          | 83’                                                                        |
| 16-11-2019                                                                 | Mönchengladbach                                                            | Germania                                                                   | 4 – 0                                                                      | Bielorussia                                                                | Qual. Euro 2020                                                            | -                                                                          | 68’                                                                        |
| 19-11-2019                                                                 | Podgorica                                                                  | Montenegro                                                                 | 2 – 0                                                                      | Bielorussia                                                                | Amichevole                                                                 | -                                                                          | 59’                                                                        |
| 23-2-2020                                                                  | Sharja                                                                     | Uzbekistan                                                                 | 0 – 1                                                                      | Bielorussia                                                                | Amichevole                                                                 | -                                                                          | 67’                                                                        |
| 26-2-2020                                                                  | Sofia                                                                      | Bulgaria                                                                   | 0 – 1                                                                      | Bielorussia                                                                | Amichevole                                                                 | -                                                                          | 70’                                                                        |
| 4-9-2020                                                                   | Minsk                                                                      | Bielorussia                                                                | 0 – 2                                                                      | Albania                                                                    | UEFA Nations League 2020-2021 - 1º turno                                   | -                                                                          |                                                                            |
| 7-9-2020                                                                   | Almaty                                                                     | Kazakistan                                                                 | 1 – 2                                                                      | Bielorussia                                                                | UEFA Nations League 2020-2021 - 1º turno                                   | 1                                                                          | 56’                                                                        |
| 7-10-2020                                                                  | Tbilisi                                                                    | Georgia                                                                    | 1 – 0                                                                      | Bielorussia                                                                | Qual. Euro 2020                                                            | -                                                                          | 70’                                                                        |
| 11-10-2020                                                                 | Vilnius                                                                    | Lituania                                                                   | 2 – 2                                                                      | Bielorussia                                                                | UEFA Nations League 2020-2021 - 1º turno                                   | 1                                                                          | 57’                                                                        |
| 14-10-2020                                                                 | Minsk                                                                      | Bielorussia                                                                | 2 – 0                                                                      | Kazakistan                                                                 | UEFA Nations League 2020-2021 - 1º turno                                   | -                                                                          | 66’                                                                        |
| 15-11-2020                                                                 | Minsk                                                                      | Bielorussia                                                                | 2 – 0                                                                      | Lituania                                                                   | UEFA Nations League 2020-2021 - 1º turno                                   | -                                                                          | 72’                                                                        |
| 18-11-2020                                                                 | Tirana                                                                     | Albania                                                                    | 3 – 2                                                                      | Bielorussia                                                                | UEFA Nations League 2020-2021 - 1º turno                                   | -                                                                          | 77’ 88’                                                                    |
| 27-3-2021                                                                  | Minsk                                                                      | Bielorussia                                                                | 4 – 2                                                                      | Estonia                                                                    | Qual. Mondiali 2022                                                        | 2                                                                          | 85’                                                                        |
| 30-3-2021                                                                  | Lovanio                                                                    | Belgio                                                                     | 8 – 0                                                                      | Bielorussia                                                                | Qual. Mondiali 2022                                                        | -                                                                          | 74’                                                                        |
| 2-9-2021                                                                   | Ostrava                                                                    | Rep. Ceca                                                                  | 1 – 0                                                                      | Bielorussia                                                                | Qual. Mondiali 2022                                                        | -                                                                          |                                                                            |
| 5-9-2021                                                                   | Kazan'                                                                     | Bielorussia                                                                | 2 – 3                                                                      | Galles                                                                     | Qual. Mondiali 2022                                                        | 1                                                                          | 90’                                                                        |
| 8-9-2021                                                                   | Kazan'                                                                     | Bielorussia                                                                | 0 – 1                                                                      | Belgio                                                                     | Qual. Mondiali 2022                                                        | -                                                                          |                                                                            |
| 8-10-2021                                                                  | Tallinn                                                                    | Estonia                                                                    | 2 – 0                                                                      | Bielorussia                                                                | Qual. Mondiali 2022                                                        | -                                                                          |                                                                            |
| 11-10-2021                                                                 | Kazan'                                                                     | Bielorussia                                                                | 0 – 2                                                                      | Rep. Ceca                                                                  | Qual. Mondiali 2022                                                        | -                                                                          | cap.                                                                       |
| 13-11-2021                                                                 | Cardiff                                                                    | Galles                                                                     | 5 – 1                                                                      | Bielorussia                                                                | Qual. Mondiali 2022                                                        | -                                                                          | 81’                                                                        |
| 9-9-2023                                                                   | Andorra la Vella                                                           | Andorra                                                                    | 0 – 0                                                                      | Bielorussia                                                                | Qual. Euro 2024                                                            | -                                                                          | 57’ 65’                                                                    |
| 18-11-2024                                                                 | Sofia                                                                      | Bulgaria                                                                   | 1 – 1                                                                      | Bielorussia                                                                | UEFA Nations League 2024-2025 - 1º turno                                   | -                                                                          |                                                                            |
| 20-3-2025                                                                  | Dušanbe                                                                    | Tagikistan                                                                 | 0 – 5                                                                      | Bielorussia                                                                | Amichevole                                                                 | 2                                                                          | 61’ 75’                                                                    |
| 25-3-2025                                                                  | Masazır                                                                    | Azerbaigian                                                                | 0 – 2                                                                      | Bielorussia                                                                | Amichevole                                                                 | -                                                                          |                                                                            |
| 5-6-2025                                                                   | Barysaŭ                                                                    | Bielorussia                                                                | 4 – 1                                                                      | Kazakistan                                                                 | Amichevole                                                                 | -                                                                          | 58’                                                                        |
| 10-6-2025                                                                  | Minsk                                                                      | Bielorussia                                                                | 1 – 4                                                                      | Russia                                                                     | Amichevole                                                                 | -                                                                          | 46’                                                                        |
| Totale                                                                     |                                                                            | Presenze                                                                   | 26                                                                         |                                                                            | Reti                                                                       | 7                                                                          |                                                                            |

## Palmarès

### Club

#### Competizioni nazionali
- Coppa di Russia: 1

Lokomotiv Mosca: 2020-2021
- Pervaja Liga: 2

Rubin: 2022-2023
Baltika: 2024-2025